# Seugy
Seugy est une commune française située dans le département du Val-d'Oise en région Île-de-France.

## Géographie

### Description

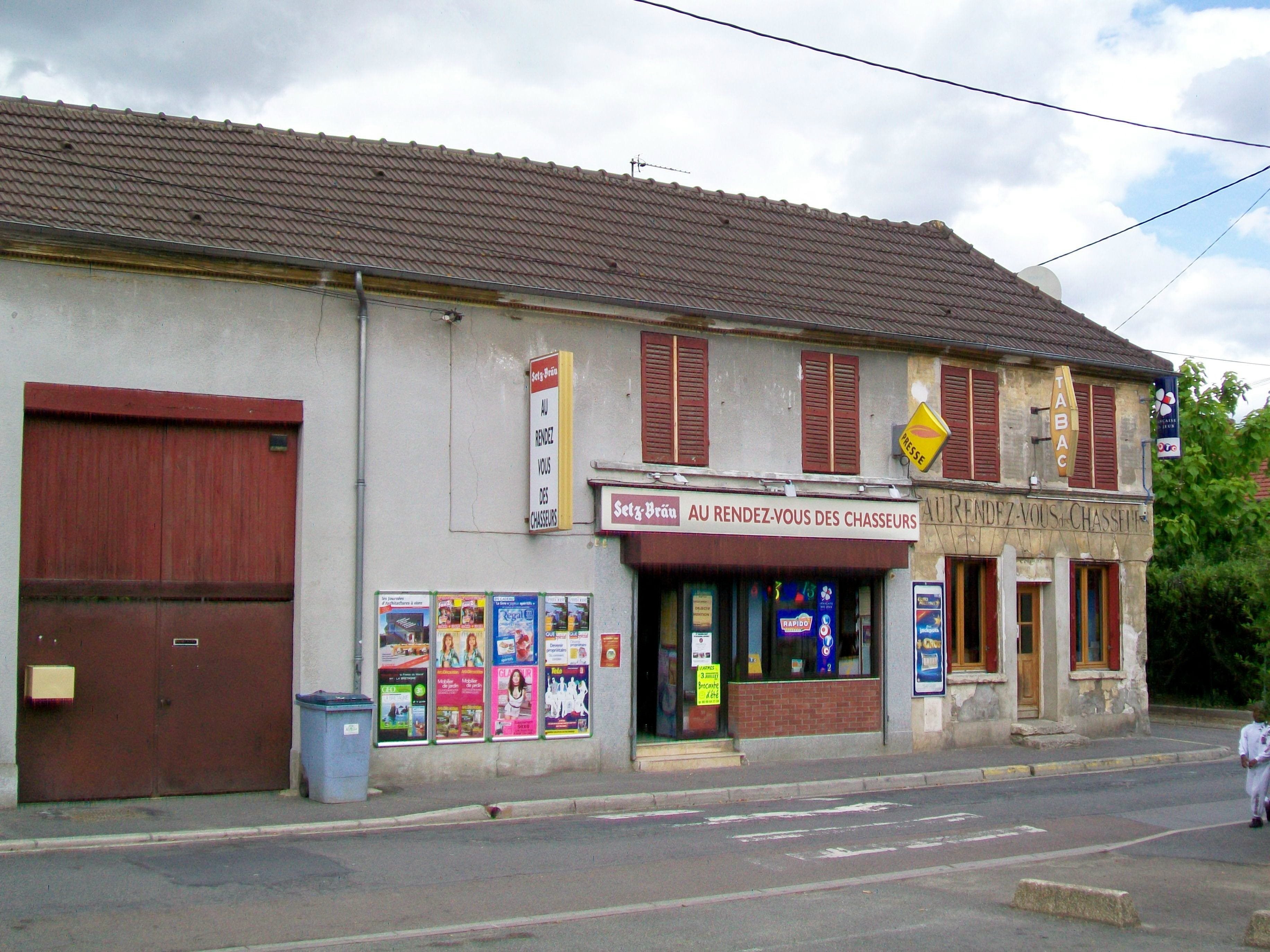
Ambiance du village, le dernier commerce de Seugy en 2011.

La commune est située au nord de la plaine de France, entre Viarmes et Luzarches, à 30 km environ au nord de Paris.
Le village est délimité au sud par la voie ferrée Luzarches - Paris  et au nord par le nouveau tracé de déviation de la RD 922.
Il se trouve dans l'aire d'attraction de Paris, dans la zone d'emploi de Roissy, dans l'unité urbaine de Viarmes ainsi que dans son bassin de vie.

### Communes limitrophes
Seugy ne possède que deux communes limitrophes : Luzarches et Viarmes, cette dernière entourant Seugy sur les deux tiers de sa circonférence, qui est de 6 350 m environ. En arrivant à Seugy en provenance de Luzarches, les premières maisons sur la droite appartiennent encore à cette dernière commune.
Les communes limitrophes sont  Luzarches et Viarmes.
| Viarmes | Viarmes | Luzarches |
| Viarmes | Seugy   | Luzarches |
| Viarmes | Viarmes | Luzarches |

### Géologie et relief
La superficie de cette petite commune est de 1,70 km2
Son point le plus élevé atteint les 120 m au-dessus du niveau de la mer, au sud, sur le flanc de la butte occupée par le golf du mont Griffon (situé essentiellement sur la commune de Luzarches). Son point le plus bas se trouve au nord, dans le bois de Seugy, à 57 m. Le relief est fortement vallonné et permet quelques jolis points de vue.

### Hydrographie

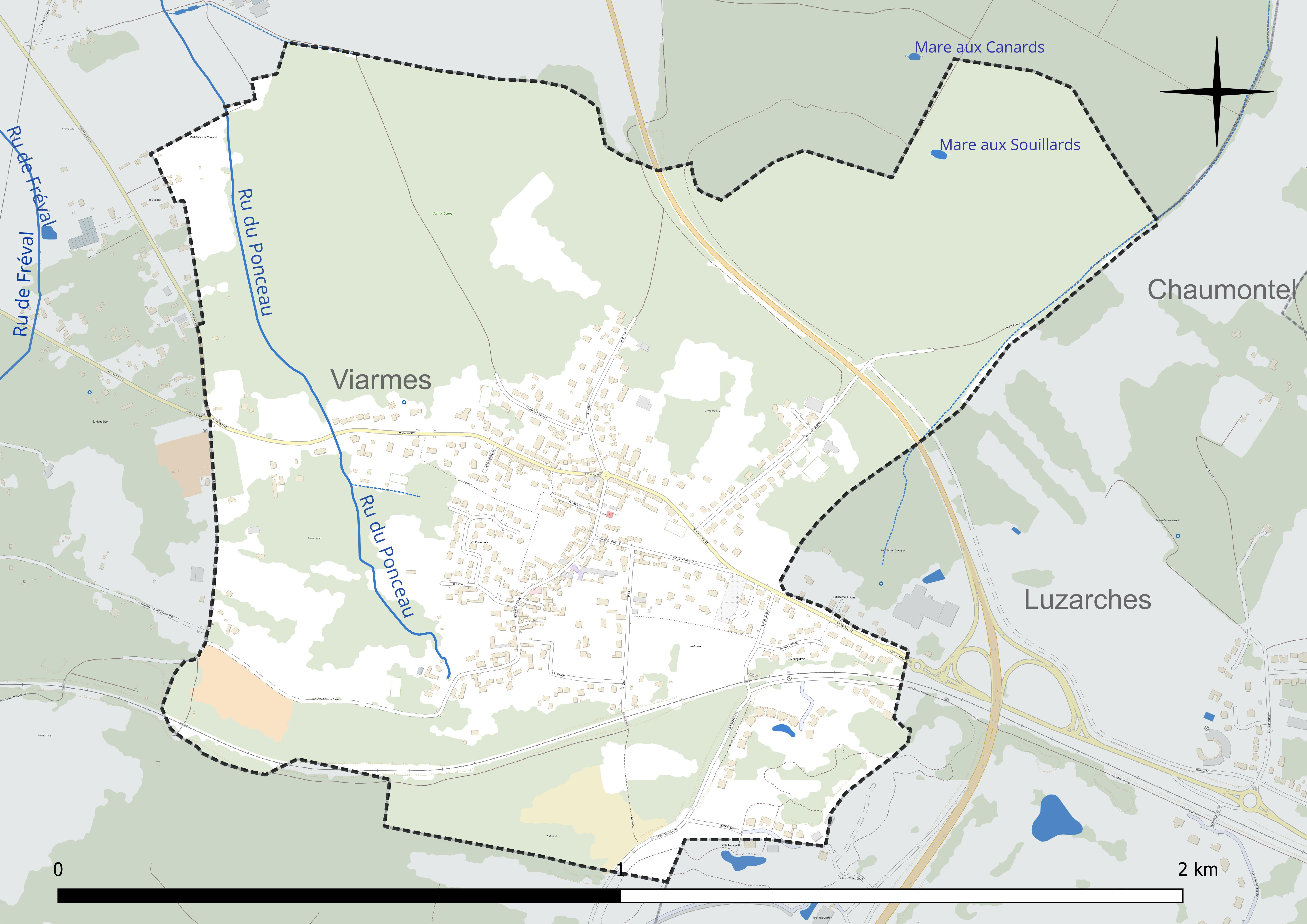
carte hydrographique de la commune.

L'ouest du territoire communal est drainé par le ru du Ponceau.

### Climat
Pour des articles plus généraux, voir Climat de l'Île-de-France et Climat du Val-d'Oise.
En 2010, le climat de la commune est de type climat océanique dégradé des plaines du Centre et du Nord, selon une étude du CNRS s'appuyant sur une série de données couvrant la période 1971-2000. En 2020, Météo-France publie une typologie des climats de la France métropolitaine dans laquelle la commune est dans une zone de transition entre le climat océanique et le climat océanique altéré et est dans la région climatique Sud-ouest du bassin Parisien, caractérisée par une faible pluviométrie, notamment au printemps (120 à 150 mm) et un hiver froid (3,5 °C).
Pour la période 1971-2000, la température annuelle moyenne est de 10,9 °C, avec une amplitude thermique annuelle de 14,4 °C. Le cumul annuel moyen de précipitations est de 692 mm, avec 10 jours de précipitations en janvier et 8,1 jours en juillet. Pour la période 1991-2020, la température moyenne annuelle observée sur la station météorologique la plus proche, située sur la commune de Saint-Witz à 13 km à vol d'oiseau, est de 11,9 °C et le cumul annuel moyen de précipitations est de 676,8 mm,. Pour l'avenir, les paramètres climatiques de la commune estimés pour 2050 selon différents scénarios d'émission de gaz à effet de serre sont consultables sur un site dédié publié par Météo-France en novembre 2022.

### Milieux naturels et biodiversité
Seugy fait partie du parc naturel régional Oise-Pays de France créé par décret du 13 janvier 2004.
Les parties non urbanisées de la commune sont en majorité boisés : à l'ouest, en direction de Viarmes, se trouve le bois de Seugy déjà mentionné, et au nord, le bois de Beauvilliers. Ce sont des bois privés interdits d'accès, que l'on peut toutefois traverser sur des chemins ruraux.
En 2020 est implanté par le département sur la RD 922, en collaboration avec la fédération interdépartementale des chasseurs d'Ile-de-France, un dispositif expérimental permettant de détecter la traversée de la voie par les animaux sauvages tels que cerfs, chevreuils ou sangliers et d'alerter les automobilistes pour éviter des collisions sur cette route d'intérêt régional qui traverse un corridor identifié au Schéma directeur de la région Île-de-France (SDRIF).

## Urbanisme

### Typologie
Au 1er janvier 2024, Seugy est catégorisée ceinture urbaine, selon la nouvelle grille communale de densité à sept niveaux définie par l'Insee en 2022.
Elle appartient à l'unité urbaine de Viarmes, une agglomération intra-départementale regroupant cinq  communes, dont elle est une commune de la banlieue,,.
Par ailleurs la commune fait partie de l'aire d'attraction de Paris, dont elle est une commune de la couronne,. Cette aire regroupe 1 929 communes,.

### Occupation des sols

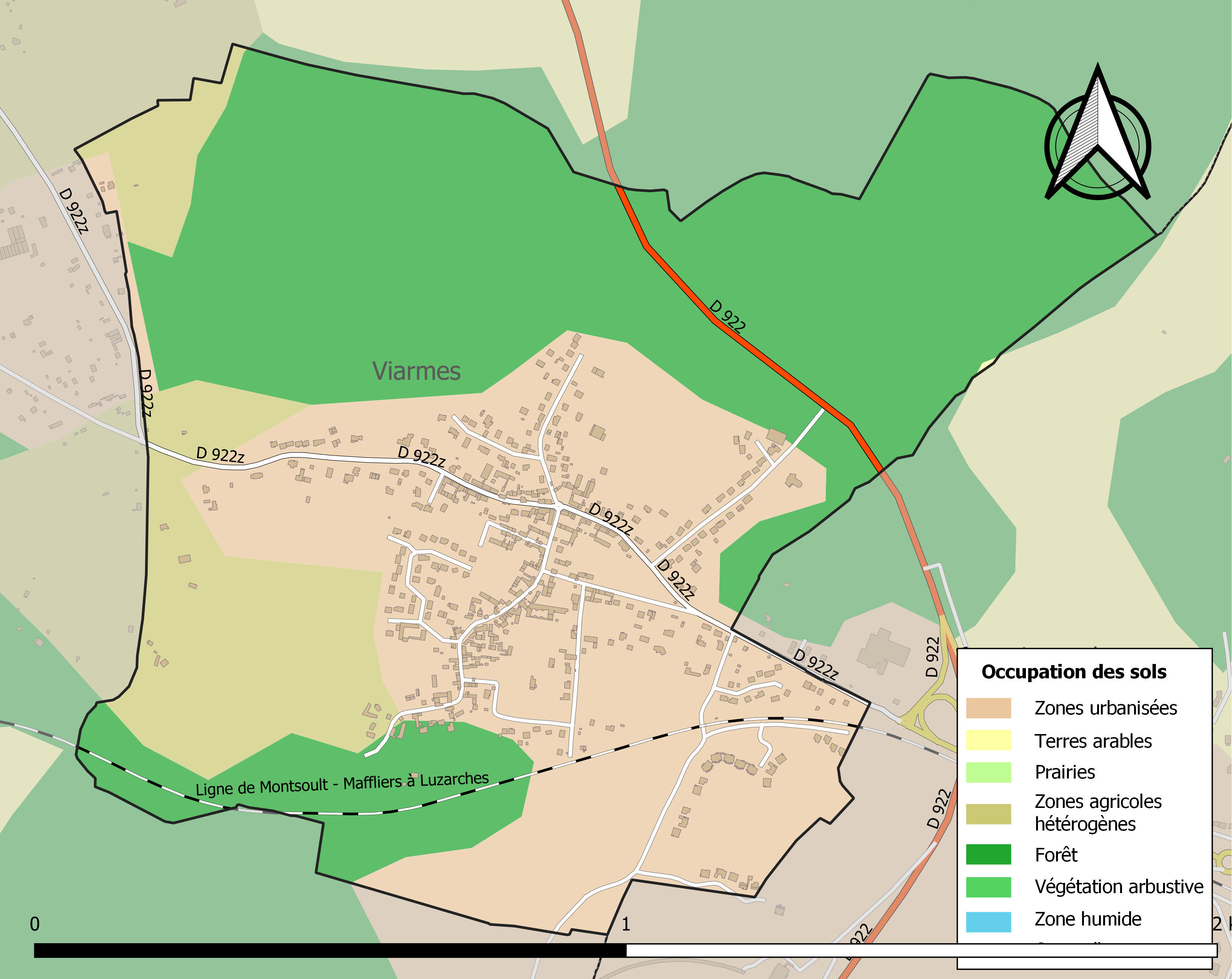
Carte des infrastructures et de l'occupation des sols de la commune en 2018 (CLC).

### Morphologie urbaine
Le vieux village de Seugy s'est développé sur la rue de la Fontaine, en impasse et perpendiculaire au principal axe de circulation qui est la RD 922z : de ce fait, le village bénéficie d'une grande tranquillité, et son paysage architectural rural s'est bien conservé. Au cœur du vieux village, la plupart des maisons datent du XIXe siècle, disposent d'un étage et d'un haut portail surmonté d'une poutre en bois, donnant accès à une cour intérieure. Le bâti est assez dense, rappelant le bourg voisin de Viarmes.

### Habitat et logement
En 2021, le nombre total de logements dans la commune était de 474, alors qu'il était de 454 en 2016 et de 434 en 2011.
Parmi ces logements, 93,4 % étaient des résidences principales, 1,5 % des résidences secondaires et 5,1 % des logements vacants. Ces logements étaient pour 82,2 % d'entre eux des maisons individuelles et pour 17,6 % des appartements.
Le tableau ci-dessous présente la typologie des logements à Seugy en 2021 en comparaison avec celle du Val-d'Oise et de la France entière. Une caractéristique marquante du parc de logements est ainsi une proportion de résidences secondaires et logements occasionnels (1,5 %) supérieure à celle du département (1,5 %) mais inférieure à celle de la France entière (9,7 %).
| Typologie                                               | Seugy | Val-d'Oise | France entière |
| ------------------------------------------------------- | ----- | ---------- | -------------- |
| Résidences principales (en %)                           | 93,4  | 92,4       | 82,2           |
| Résidences secondaires et logements occasionnels (en %) | 1,5   | 1,5        | 9,7            |
| Logements vacants (en %)                                | 5,1   | 6          | 8,1            |

### Voies de communication et transports

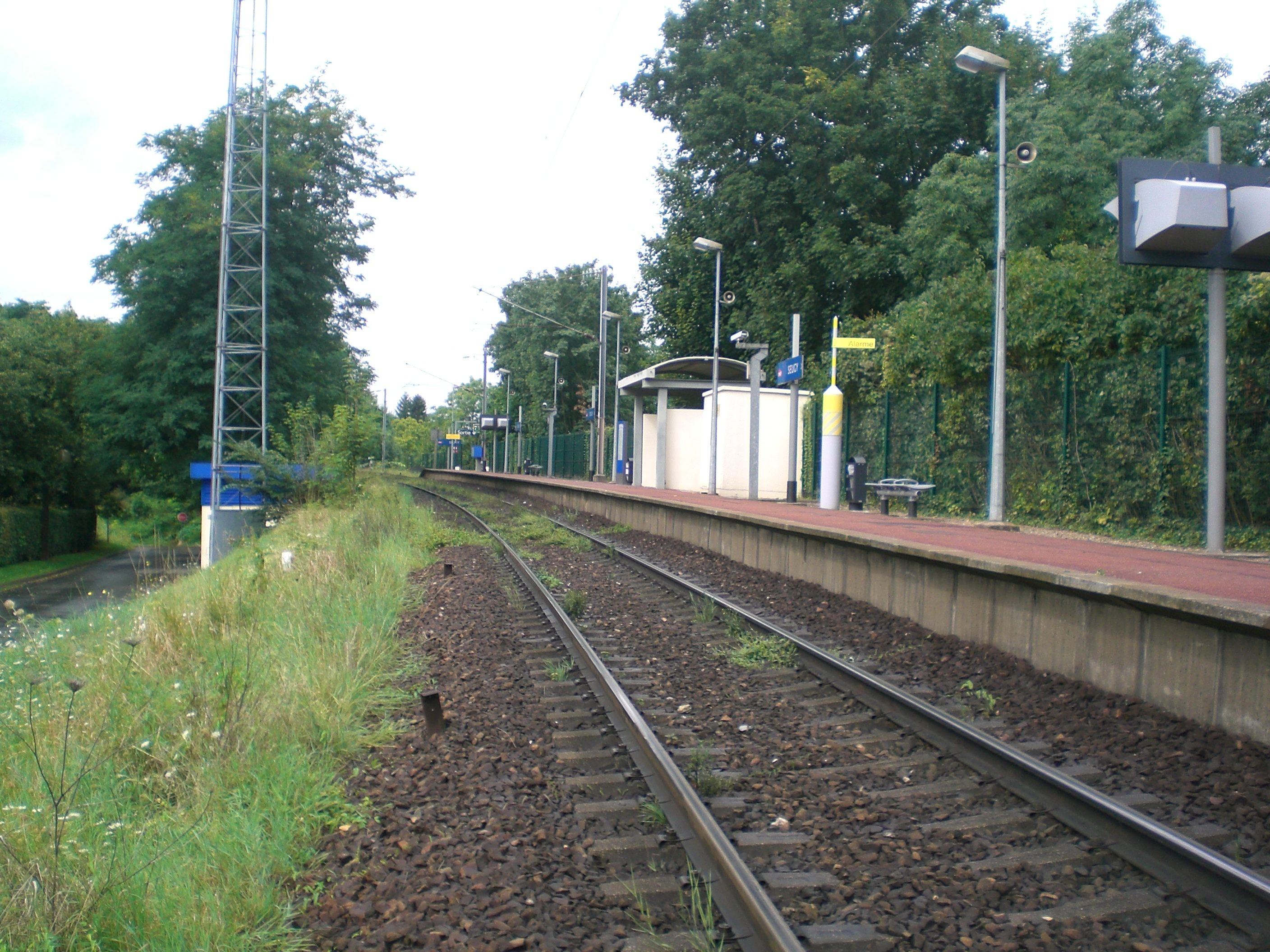
La halte de chemin de fer.

Seugy est desservie par l'arrêt de Seugy, sur la ligne H du Transilien, branche Paris-Nord — Luzarches. La gare est desservie à raison d'un train omnibus par heure en heures creuses et par un train semi-direct à la 1/2 heure (direct de Sarcelles - Saint-Brice à Montsoult-Maffliers et omnibus ensuite) en pointe. Il faut de 43 à 45 min de trajet à partir de la gare du Nord. Cette offre est complétée par la ligne express Roissypôle - Persan SNCF qui dispose d'un arrêt « rue de Giez » au centre de Seugy. Cette ligne permet également de rejoindre les communes voisines d'Asnières-sur-Oise, Viarmes et Luzarches. Elle fonctionne tous les jours de l'année.
Le sentier de grande randonnée GR1 traverse le sud du territoire de la commune et se prolonge vers Viarmes de chaque côté.

## Toponymie
Son nom provient de l'anthroponyme gallo-romain Silvius, ou du latin silvus, forêt.[réf. nécessaire]

## Histoire

### Moyen Âge
On suppose que le village de Seugy ait été créé aux environs de l'an 1000 après le défrichement d'une partie de la forêt qui occupait le lieu.
Seugy fait partie du comté de Beaumont dès le XIIIe siècle. En 1221 le chevalier Thibault de Seugy est l'un des exécuteurs testamentaires de Jean de Beaumont, seigneur de Luzarches et dernier comte de Beaumont.
En 1376, les fiefs du comté sont démembrés et Seugy appartient alors à plusieurs propriétaires successifs. La châtaigneraie constitua la principale ressource de la communauté villageoise, mais d'autres cultures y étaient également pratiquées, en particulier l'orge, le blé, le seigle ou l'avoine. La fabrication de dentelle, l'hiver, par les femmes du village s'y développe du XVIIe siècle au milieu du XIXe siècle.

### Époque contemporaine
Au début du XIXe siècle, la passementerie y débute. Une halte est créée sur la ligne Montsoult-Luzarches en 1893 et permet un relatif développement de la commune.

## Politique et administration

### Rattachements administratifs et électoraux

#### Rattachements administratifs
Antérieurement à la loi du 10 juillet 1964, la commune faisait partie du département de Seine-et-Oise. La réorganisation de la région parisienne en 1964 fit que la commune appartient désormais au département du Val-d'Oise et à son arrondissement de Sarcelles après un transfert administratif effectif au 1er janvier 1968.
Elle faisait partie de 1801 à 1967 du canton de Luzarches de Seine-et-Oise. Lors de la mise en place du Val-d'Oise, la ville intègre le canton de Viarmes. Dans le cadre du redécoupage cantonal de 2014 en France, cette circonscription administrative territoriale a disparu, et le canton n'est plus qu'une circonscription électorale.

#### Rattachements électoraux
Pour les élections départementales, la commune est membre depuis 2014 du canton de Fosses
Pour l'élection des députés, elle fait partie de la deuxième circonscription du Val-d'Oise.

### Intercommunalité
Seugy est membre fondateur  de la communauté de communes Carnelle Pays de France, un établissement public de coopération intercommunale (EPCI) à fiscalité propre créé fin 2003 et auquel la commune a transféré un certain nombre de ses compétences, dans les conditions déterminées par le code général des collectivités territoriales.

### Liste des maires
| Période                                  | Période   | Identité                         | Étiquette | Qualité                                                         |
| ---------------------------------------- | --------- | -------------------------------- | --------- | --------------------------------------------------------------- |
| Les données manquantes sont à compléter. |           |                                  |           |                                                                 |
|                                          |           |                                  |           |                                                                 |
| 1792                                     | 1797      | Louis Carbonnier                 |           | Agent municipal                                                 |
| 1797                                     | 1808      | Barnabé Martin                   |           | Agent municipal                                                 |
| 1808                                     | 1816      | Martin Soullard                  |           |                                                                 |
| 1816                                     | 1840      | Pierre Nicolas Berranger Lecomte |           | Instituteur                                                     |
| 1840                                     | 1865      | Pierre Martin Bimont             |           |                                                                 |
| 1865                                     | 1877      | Joseph Allais                    |           |                                                                 |
| 1877                                     |           | Jean Baptiste François Papelard  |           |                                                                 |
|                                          |           | Jean Baptiste Nestor Souillard   |           |                                                                 |
|                                          |           | Célestin Papelard                |           |                                                                 |
|                                          |           | Léon Lecomte                     |           |                                                                 |
| 1914                                     | 1929      | Clotaire Lecomte                 |           |                                                                 |
| 1929                                     | 1935      | Narcisse Leclere                 |           |                                                                 |
| 1935                                     | 1945      | Louis Bimont                     |           |                                                                 |
| 1945                                     | 1947      | André Pialot                     |           | Plus jeune maire de France                                      |
| 1947                                     | 1968      | Clotaire Lecomte (fils)          |           | Conseiller général de Seine-et-Oise[réf. nécessaire]            |
| 1968                                     | 1977      | Gilbert Lecomte                  |           |                                                                 |
| 1977                                     | 1985      | Josette Capitaine                |           |                                                                 |
| 1985                                     | 1990      | Patrick Antilio                  |           |                                                                 |
| 1990                                     | 2001      | Guy Chartier                     |           |                                                                 |
| mars 2001                                | 2018      | Geneviève Euller,                | UMP       |                                                                 |
| juin 2018                                | mars 2025 | Jacques Alati                    |           | Retraité de chez BIG Groupe Albert Frere Démissionnaire         |
| mars 2025                                | En cours  | Véronique Magnier                |           | Profession intermédiaire administrative de la fonction publique |

## Équipements et services publics

### Enseignement

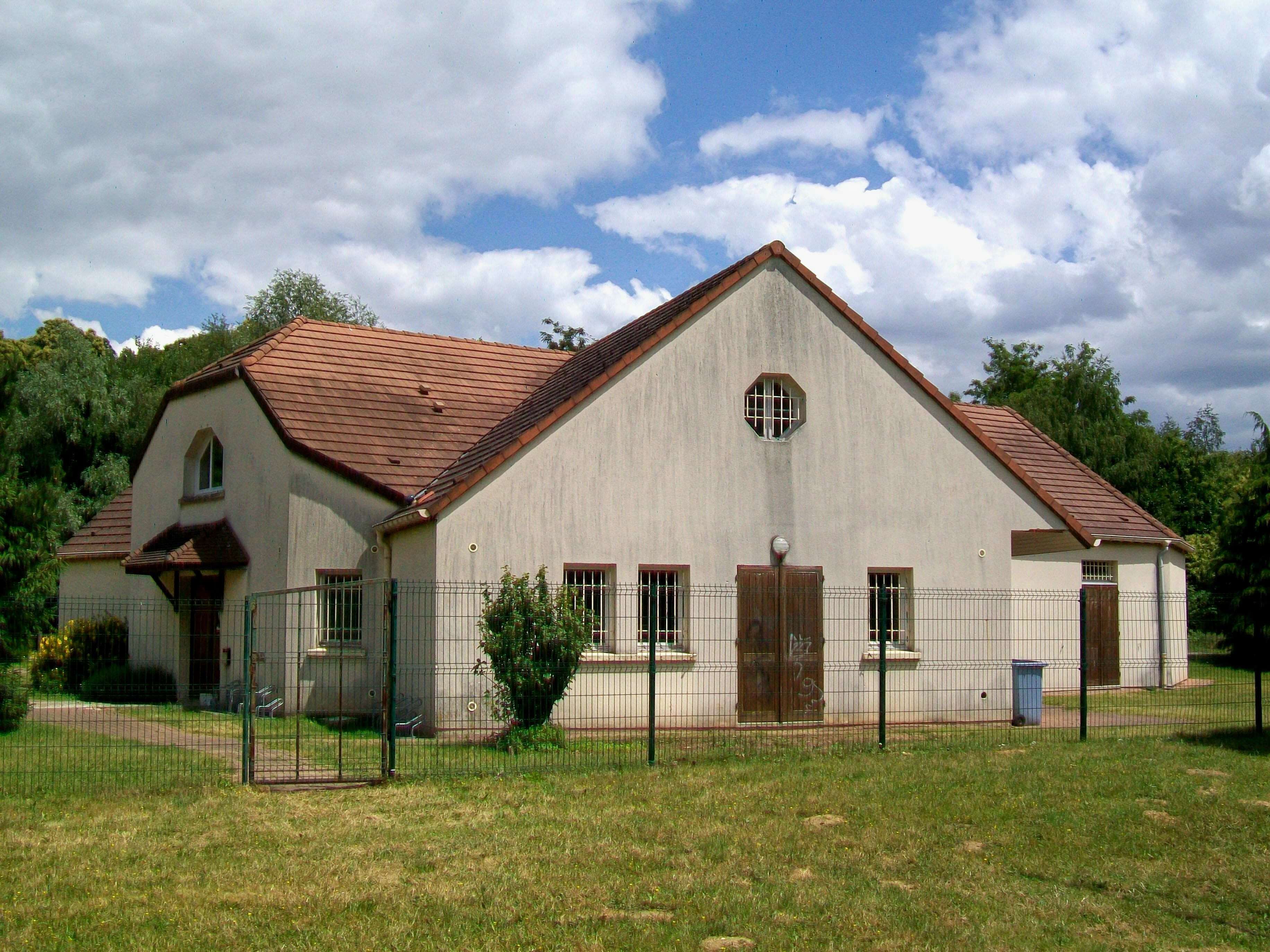
La Maison du village.

La commune est dotée d'une école communale, rue de la Fontaine, ouverte en 1995 et qui, à la rentrée 2014, comptait trois classes

### Justice, sécurité, secours et défense
La commune s'est équipée en 2019 d'un dispositif de vidéosurveillance, avec 17 caméras, avec le soutien de l'intercommunalité.
Seugy fait partie du ressort du tribunal d'instance de Gonesse (depuis la suppression du tribunal d'instance d'Écouen en février 2008), et de celui du  tribunal judiciaire ainsi que de celui du tribunal de commerce de Pontoise,.

## Population et société
Les habitants sont appelés les Seugissois(es) ou Cacoin(e)s, faisant référence au patois picard, désignant les bogues des châtaigniers[réf. nécessaire].

### Démographie
L'évolution du nombre d'habitants est connue à travers les recensements de la population effectués dans la commune depuis 1793. Pour les communes de moins de 10 000 habitants, une enquête de recensement portant sur toute la population est réalisée tous les cinq ans, les populations de référence des années intermédiaires étant quant à elles estimées par interpolation ou extrapolation. Pour la commune, le premier recensement exhaustif entrant dans le cadre du nouveau dispositif a été réalisé en 2005.

En 2022, la commune comptait 1 039 habitants, en évolution de +3,8 % par rapport à 2016 (Val-d'Oise : +4 %, France hors Mayotte : +2,11 %).
| 1793 | 1800 | 1806 | 1821 | 1831 | 1836 | 1841 | 1846 | 1851 |
| ---- | ---- | ---- | ---- | ---- | ---- | ---- | ---- | ---- |
| 231  | 357  | 365  | 335  | 339  | 316  | 318  | 330  | 307  |

| 1856 | 1861 | 1866 | 1872 | 1876 | 1881 | 1886 | 1891 | 1896 |
| ---- | ---- | ---- | ---- | ---- | ---- | ---- | ---- | ---- |
| 282  | 284  | 274  | 261  | 314  | 265  | 269  | 284  | 261  |

| 1901 | 1906 | 1911 | 1921 | 1926 | 1931 | 1936 | 1946 | 1954 |
| ---- | ---- | ---- | ---- | ---- | ---- | ---- | ---- | ---- |
| 268  | 253  | 266  | 255  | 318  | 316  | 266  | 234  | 296  |

| 1962 | 1968 | 1975 | 1982 | 1990 | 1999  | 2005  | 2006  | 2010  |
| ---- | ---- | ---- | ---- | ---- | ----- | ----- | ----- | ----- |
| 286  | 321  | 504  | 603  | 762  | 1 049 | 1 061 | 1 049 | 1 035 |

| 2015  | 2020  | 2022  | - | - | - | - | - | - |
| ----- | ----- | ----- | - | - | - | - | - | - |
| 1 002 | 1 038 | 1 039 | - | - | - | - | - | - |

## Économie
Avec sa petite superficie, de 170 ha seulement (soit 8,3 % de la superficie de Luzarches), Seugy n'a plus de surfaces agricoles, ni de zone d'activités commerciales. Restent toutefois une exploitation agricole, se consacrant à l'élevage de la charolaise, et une ferme équestre.
En 2007, la population active de Seugy comptait cinq cent vingt habitants, sans compter les quarante-cinq chômeurs ; le taux d'activité parmi les résidents de 15 à 65 ans était de 77,6 %. Seulement 6,1 % des actifs de Seugy travaillaient sur la commune même, soit trente-deux personnes, et 40,4 % travaillaient dans un autre département d'Île-de-France.
Au 31 décembre 2008 l'INSEE  recense vingt-trois établissements actifs à Seugy, totalisant quatre-vingt-un postes salariés, et autant d'entreprises individuelles. Au total, cent-quatre personnes travaillent donc à Seugy, dont les deux tiers habitent une autre commune. Aucun établissement ne dépasse les douze salariés.
L'employeur le plus important est la commune, avec dix-huit postes au total pour la mairie,avec ses les services techniques, l'école maternelle, l'école élémentaire etc. En deuxième lieu, vient l'industrie, avec deux entreprises totalisant treize postes salariés (une imprimerie et un atelier de mécanique de précision). Le plus grand nombre d'entreprises se trouvent toutefois dans les secteurs du transport et des services divers (vingt-trois établissements), la construction (dix-neuf établissements), et le commerce et la réparation auto (huit établissements), soit cinquante établissements au total. Curieusement, chacun compte exactement un poste salarié en plus du chef d'entreprise. Douze nouveaux établissements ont été créés en 2010, dont neuf autoentrepreneurs.
Seugy dispose[Quand ?] d'un unique commerce de proximité ; il s'agit d'un bar-tabac-journaux avec dépôt de pain.

## Culture locale et patrimoine

### Lieux et monuments
On peut signaler :
- La chapelle Notre-Dame-de-Bon-Secours : à l'entrée est du village, route de Luzarches, à l'angle avec la rue de la Chapelle : 
elle date du début de 1806 et faisait jadis l'objet d'un pèlerinage, le 2 juillet de chaque année avec célébration d'une messe. Avant la construction de la chapelle, une statue de la Vierge Marie était déjà placée ici, dans une niche, à l'ombre d'un orme[33].
- Le puits communal, rue de la Chapelle, jardin Gilbert-Lecomte : 
il est attesté depuis le début du XIXe siècle et a fait l'objet d'une restauration à la fin du XXe siècle[34].
- La mairie, rue de la Fontaine : il s'agit d'une ancienne maison bourgeoise en meulière, édifiée en 1912-1914, caractéristique de l'architecture de la région parisienne du premier tiers du XXe siècle. 
Le toit couvert d'ardoise est à quatre pans, et chacune des quatre façades est surmontée d'un fronton. L'entrée a été transférée vers la façade arrière, afin de pouvoir aménager une rampe pour les personnes à mobilité réduite et construire une véranda sans altérer l'aspect d'origine de la façade principale sur la rue. La demeure a été acquise par la commune en 2003, avec une inauguration comme nouvelle mairie en 2007. 
Le parc derrière la mairie est ouvert au public en semaine[35].
- L'église Saint-Martin, rue de la Fontaine : elle remonte au XVIIe siècle, quand l'église précédente a dû être complètement rebâtie après les dégâts qui lui avait été infligés par les huguenots, au début de la deuxième guerre de religion, en 1567. 
Cette reconstruction ne portait pas sur le clocher, situé entre la nef et le chœur, conservé jusqu'en 1788. Le clocher actuel date donc de la période immédiatement avant la Révolution française. 
À l'intérieur, subsiste un retable peint sur bois, restauré en 1982, représentant saint Martin ; l'âge de ce retable et sa provenance sont inconnus. 
Le cimetière qui l'entourait à l'origine est déplacé sur la route de Luzarches à partir de 1858.
L'église est d'une facture assez simple ; elle possède un plafond plat et un chevet plat, pas de bas-côté et aucune décoration de la façade. Le toit est simplement légèrement plus élevé au-dessus du chœur, et la sacristie y est accroché côté rue[36].

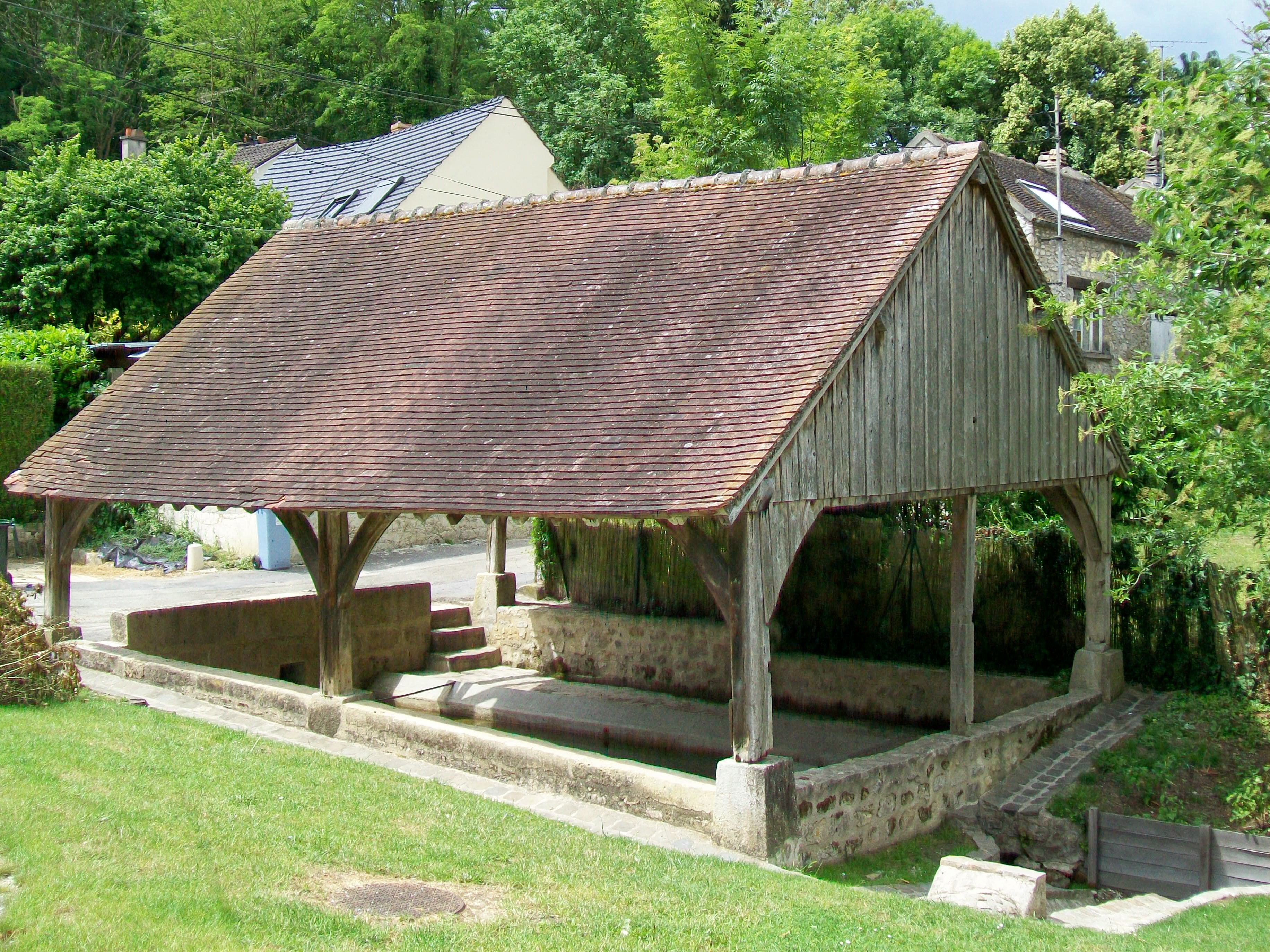
Le lavoir communal de Seugy, de 1843, au bout de la rue de la Fontaine.

- La maison des pompiers, rue de la Fontaine, face à l'église : 
Cette ancienne remise de la pompe à incendie a été utilisée de 1888, année de la création d'un corps de sapeurs-pompiers volontaires à Seugy, et 1964. Ensuite, le petit bâtiment en brique a encore servi de maison des jeunes jusqu'en 1970, et comme cabane des cantonniers jusqu'en 1994. 
Le conseil municipal de Seugy a voté sa restauration en 2003 pour sauvegarder cet exemple du petit patrimoine bâti en milieu rural, obtenant un cofinancement du parc naturel régional Oise-Pays de France à concurrence de 75 %[37].
- Le lavoir, au bout de la rue de la Fontaine , datant de 1843 et exécutés selon les plans dessinés par l'architecte Léonard Blochet un an auparavant. 
Le bassin est alimenté par une source, dont le débit est suffisant pour que l'eau se renouvelle fréquemment. L'usage du lavoir était strictement réglementé ; ainsi, le linge des petits enfants devait être lavé dans la partie amont, et le nettoyage d'ustensiles, comme de paniers, était défendu pour ne pas souiller l'eau. La commune proposait par ailleurs aux habitants de ranger leurs échelles sous le toit du lavoir, contre paiement d'une redevance de vingt-cinq centimes par an[38].
- Un châtaignier commun de grande taille, dans le bois après le chemin de Bertinval, constitue le dernier témoin de la châtaigneraie séculaire, détruite à la suite de l'hiver très rigoureux de 1879 et de l'abattage massif de cette essence. 
L'arbre mesure 25 m de haut et 7,30 m de circonférence ; il a été classé arbre remarquable par le conseil général du Val-d'Oise[39]. Sans illustration.

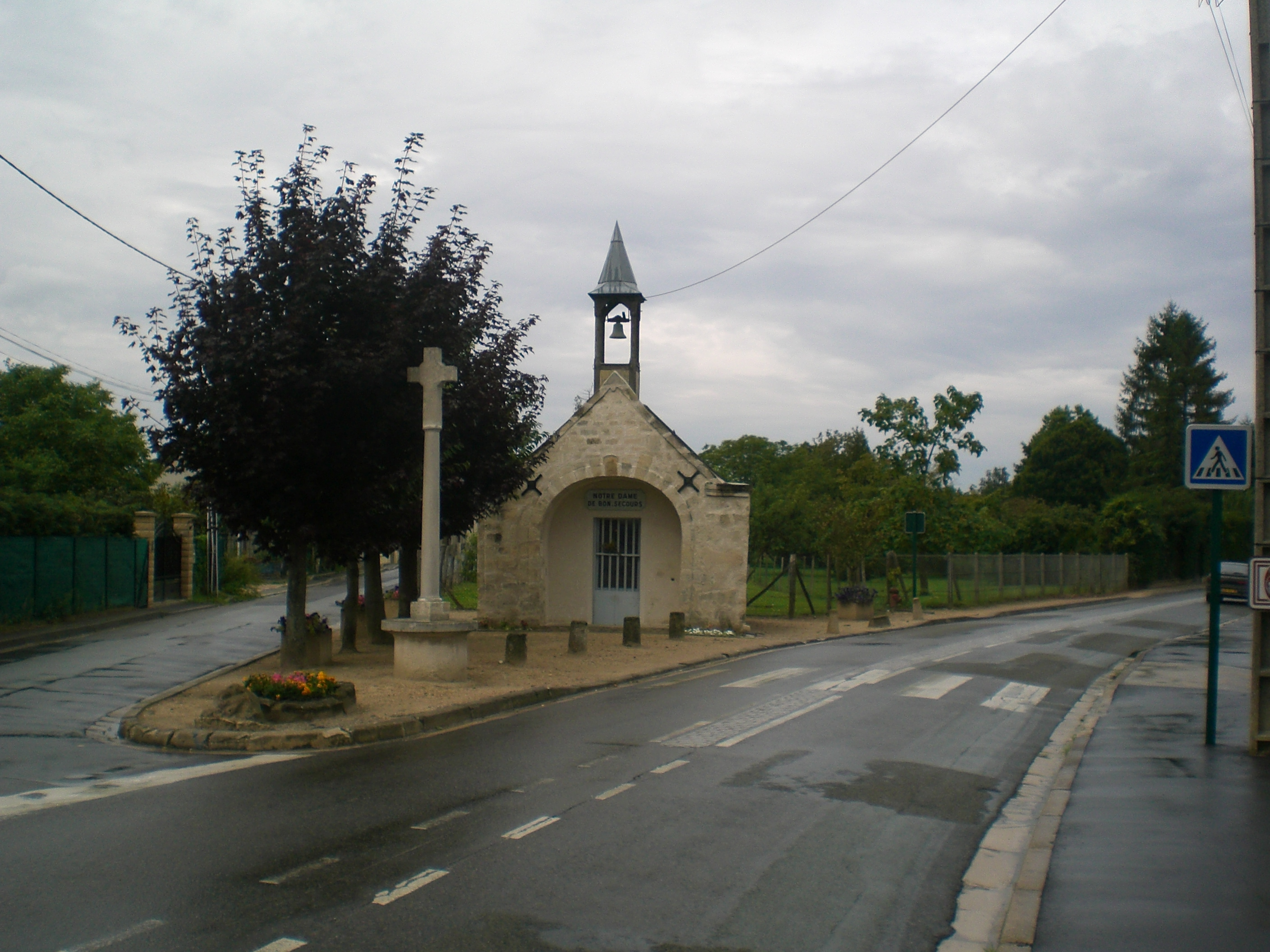
La chapelle Notre-Dame-de-Bon-Secours et son calvaire.
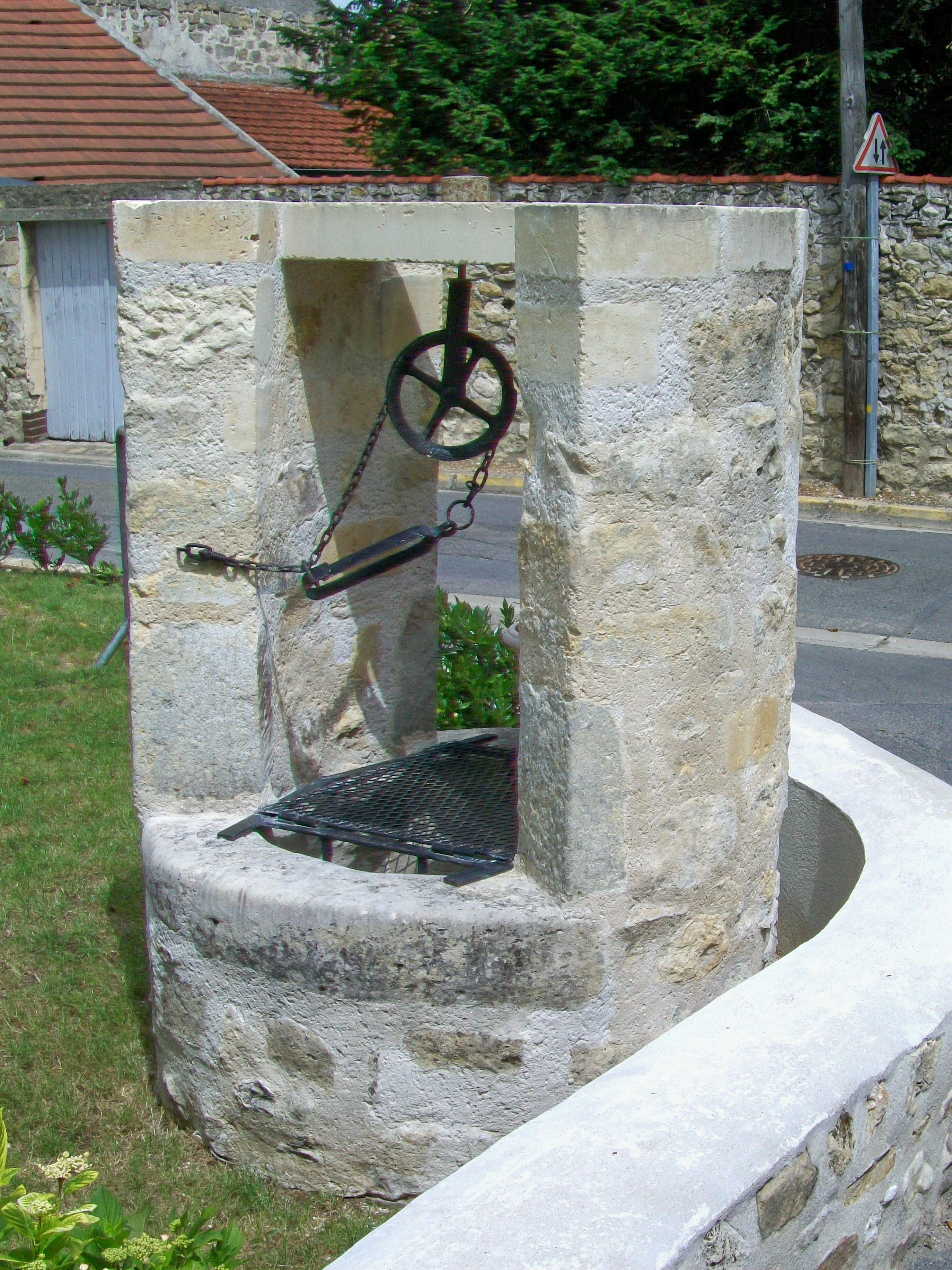
L'ancien puits communal.
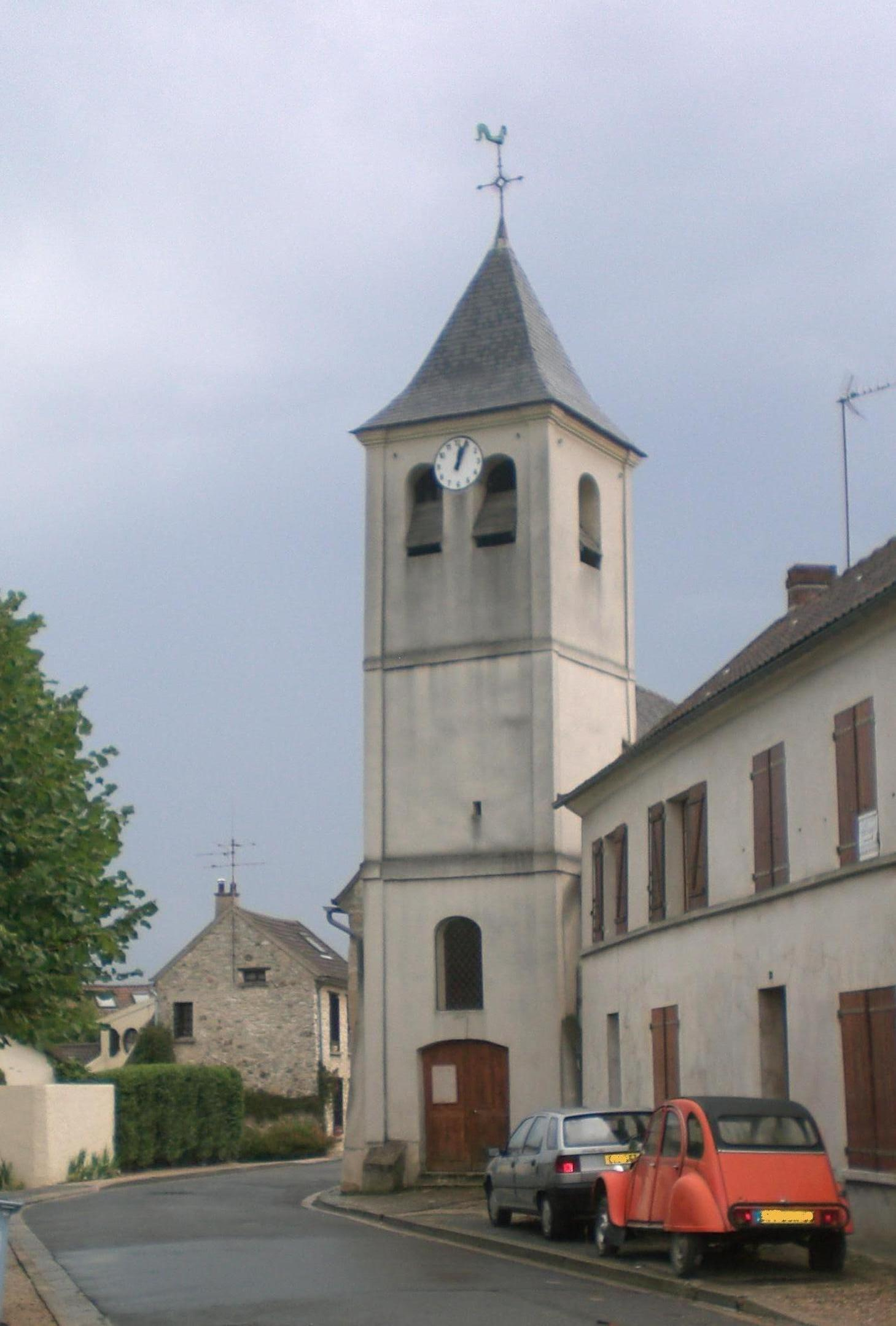
L'église Saint-Martin.
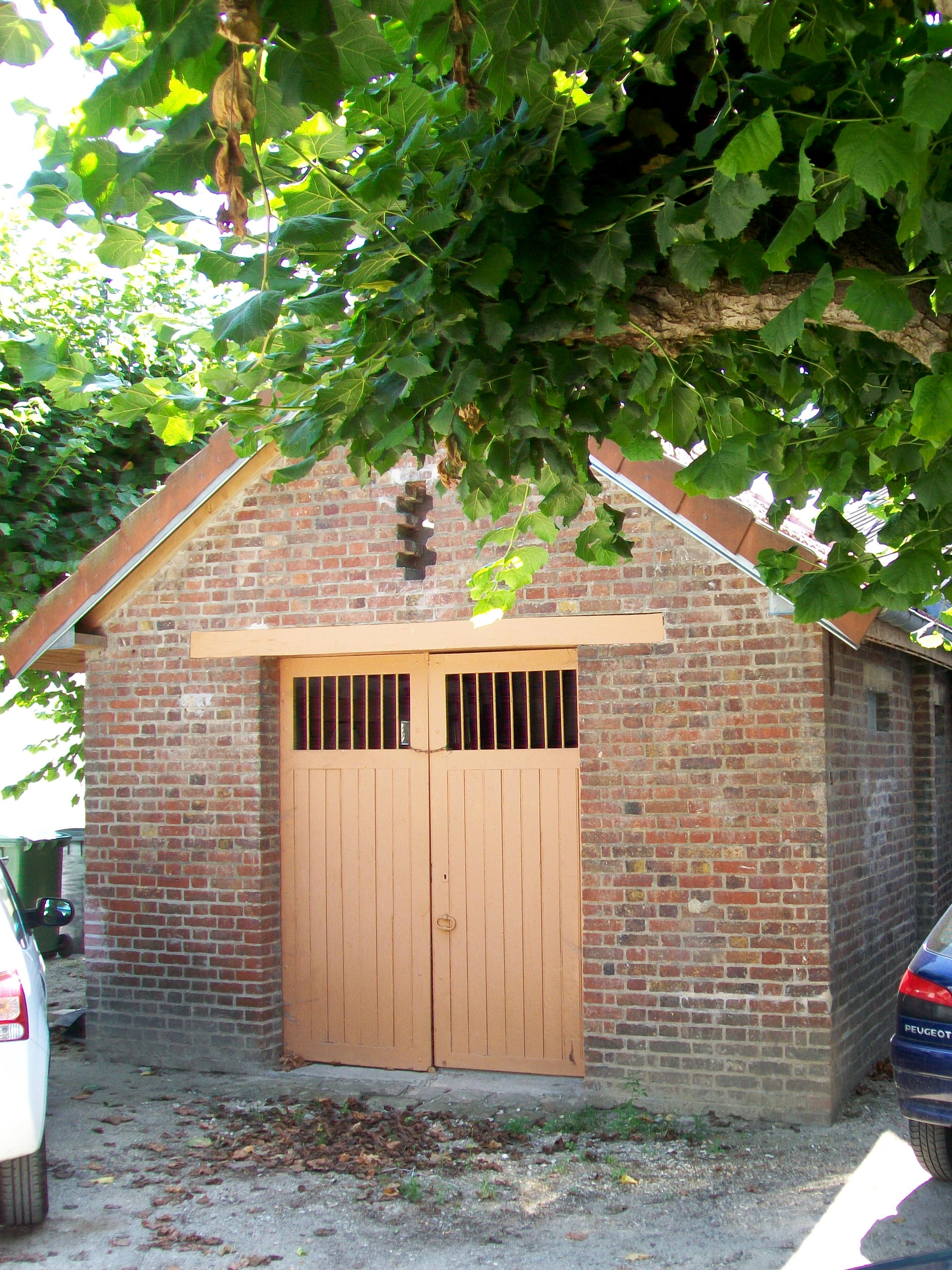
L'ancienne remise des pompiers, face à l'église.
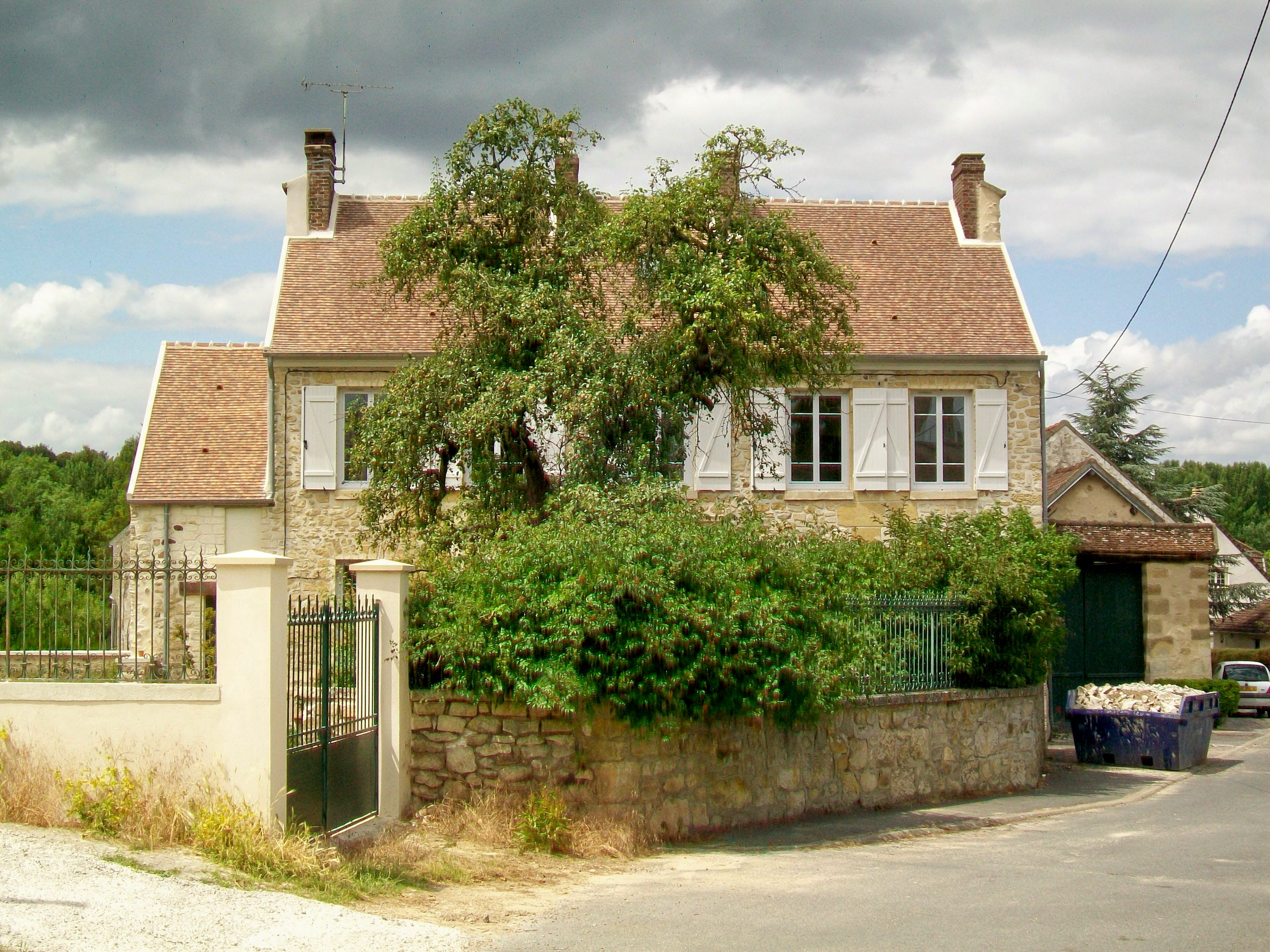
Villa, rue Athos.
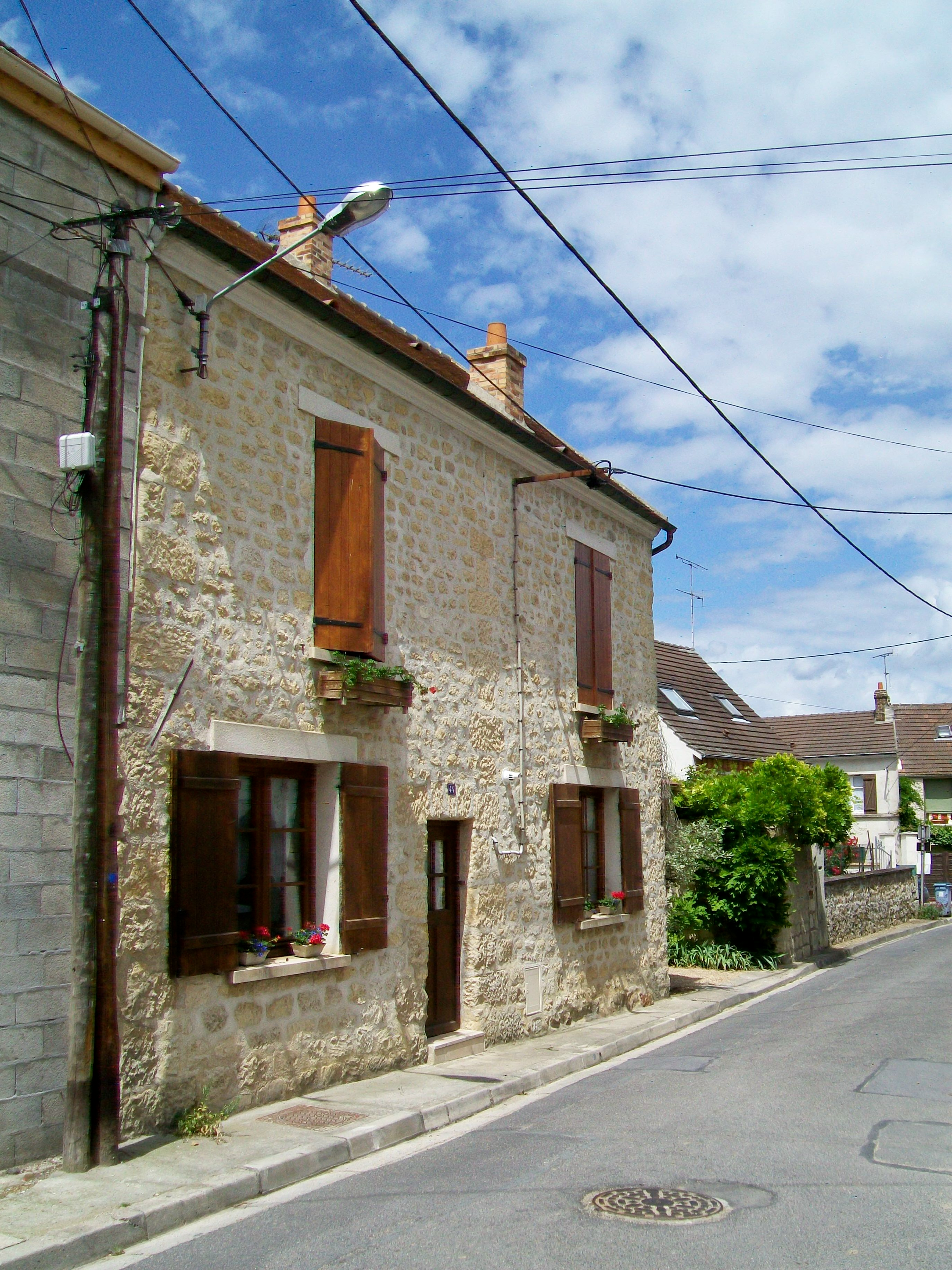
Maison traditionnelle, rue de la Fontaine.

## Pour approfondir